# Ferdinand II. (Tirol)

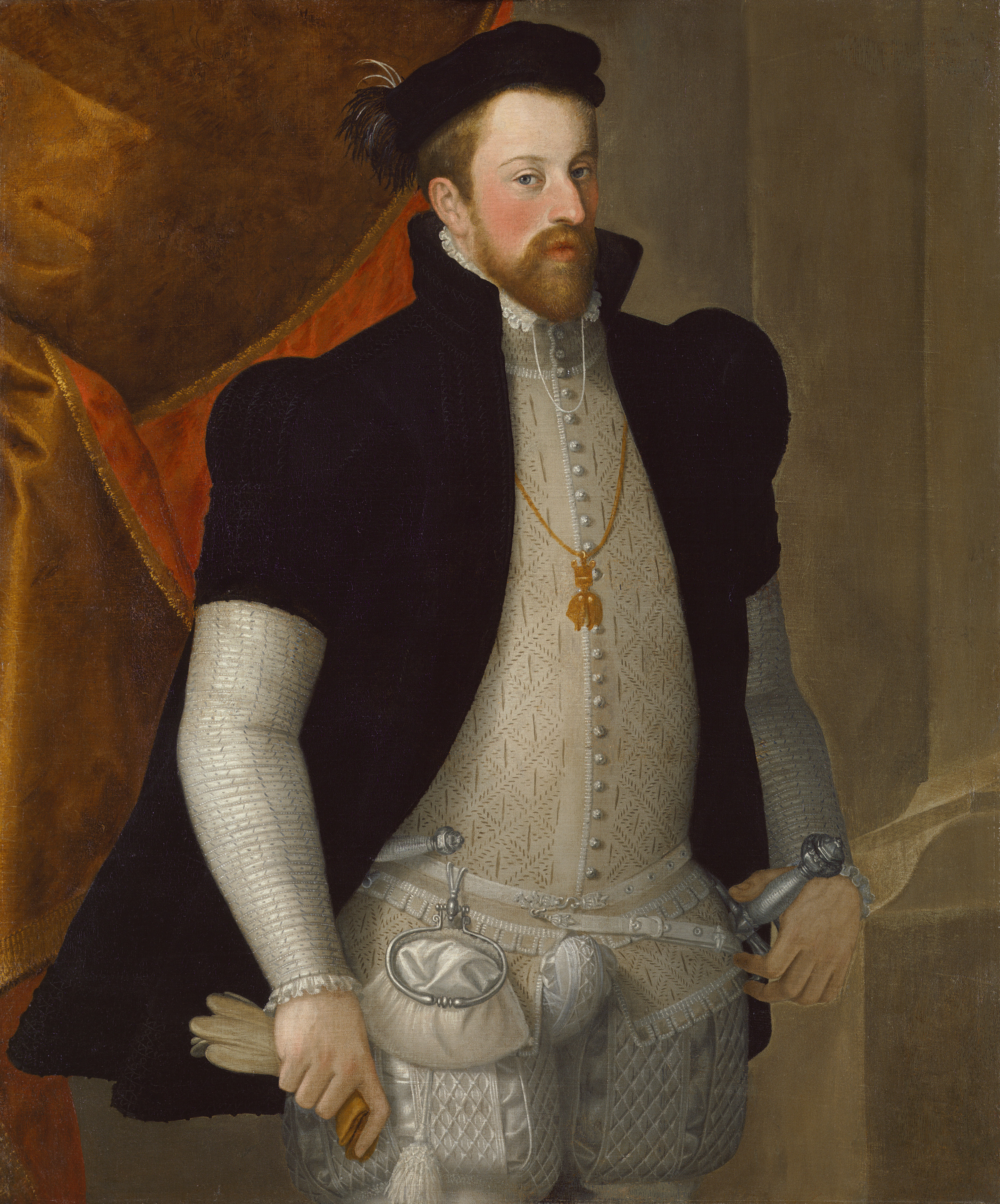
Francesco Terzio, Ferdinand II. von Tirol, Kunsthistorisches Museum Wien

Ferdinand II. Erzherzog von Österreich (* 14. Juni 1529 in Linz; † 24. Jänner 1595 auf Schloss Ruhelust, Innsbruck) aus dem Hause Habsburg war ab 1564 Landesfürst (gefürsteter Graf) von Tirol.

## Leben

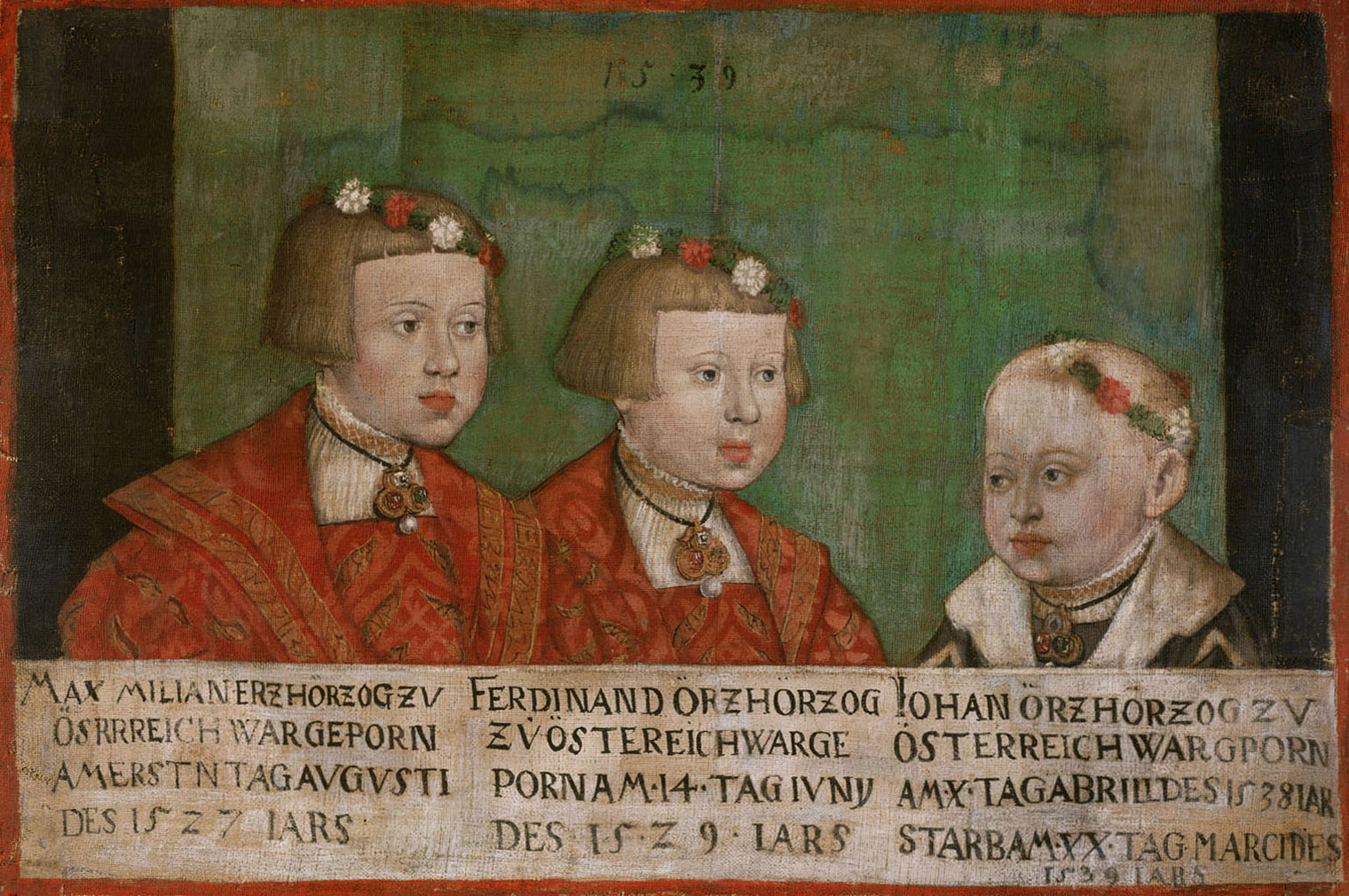
Ferdinand und seine Brüder Maximilian und Johann, 1539

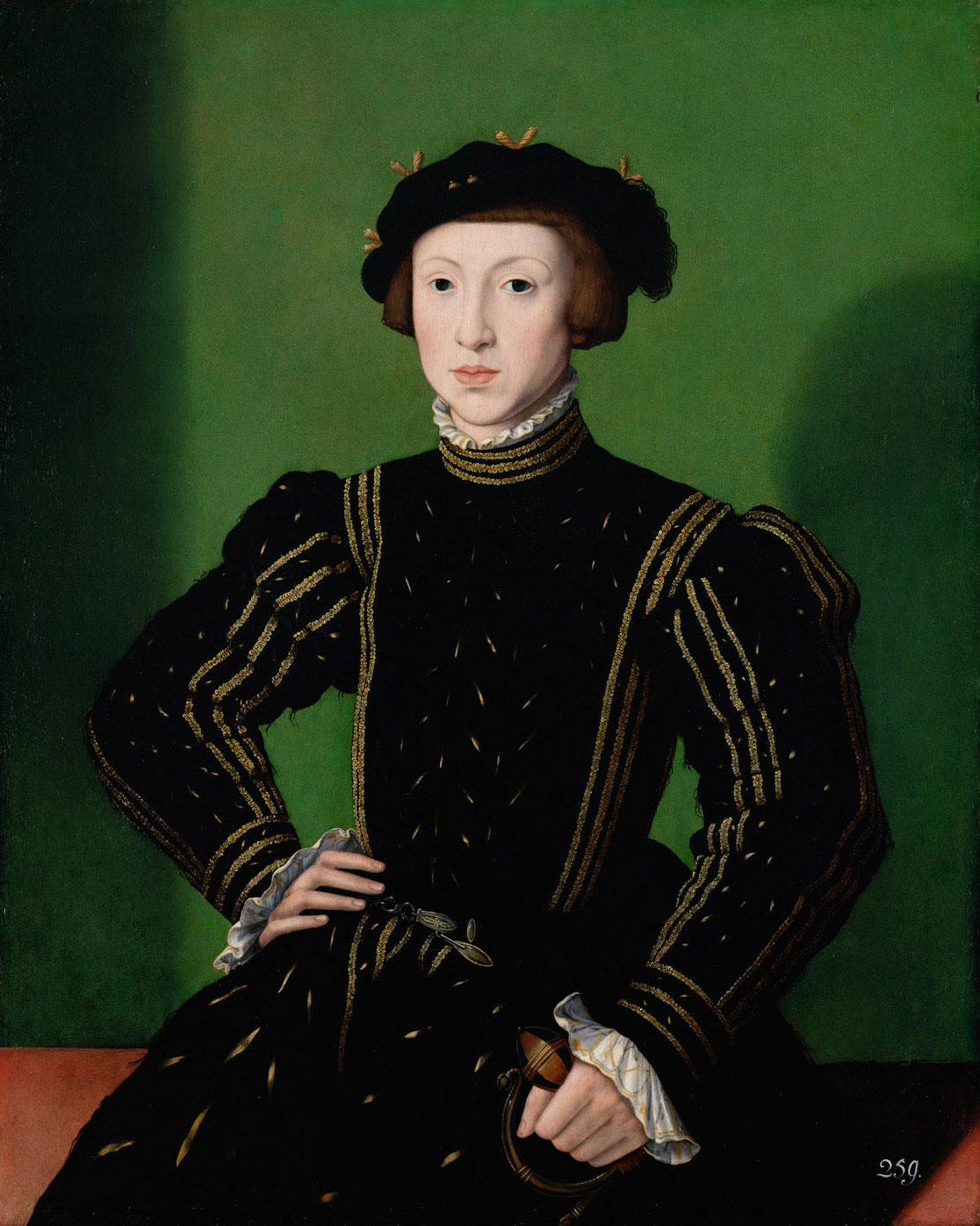
Jugendbildnis Ferdinands von Guillem Scrotes, vor 1549, Kunsthistorisches Museum Wien

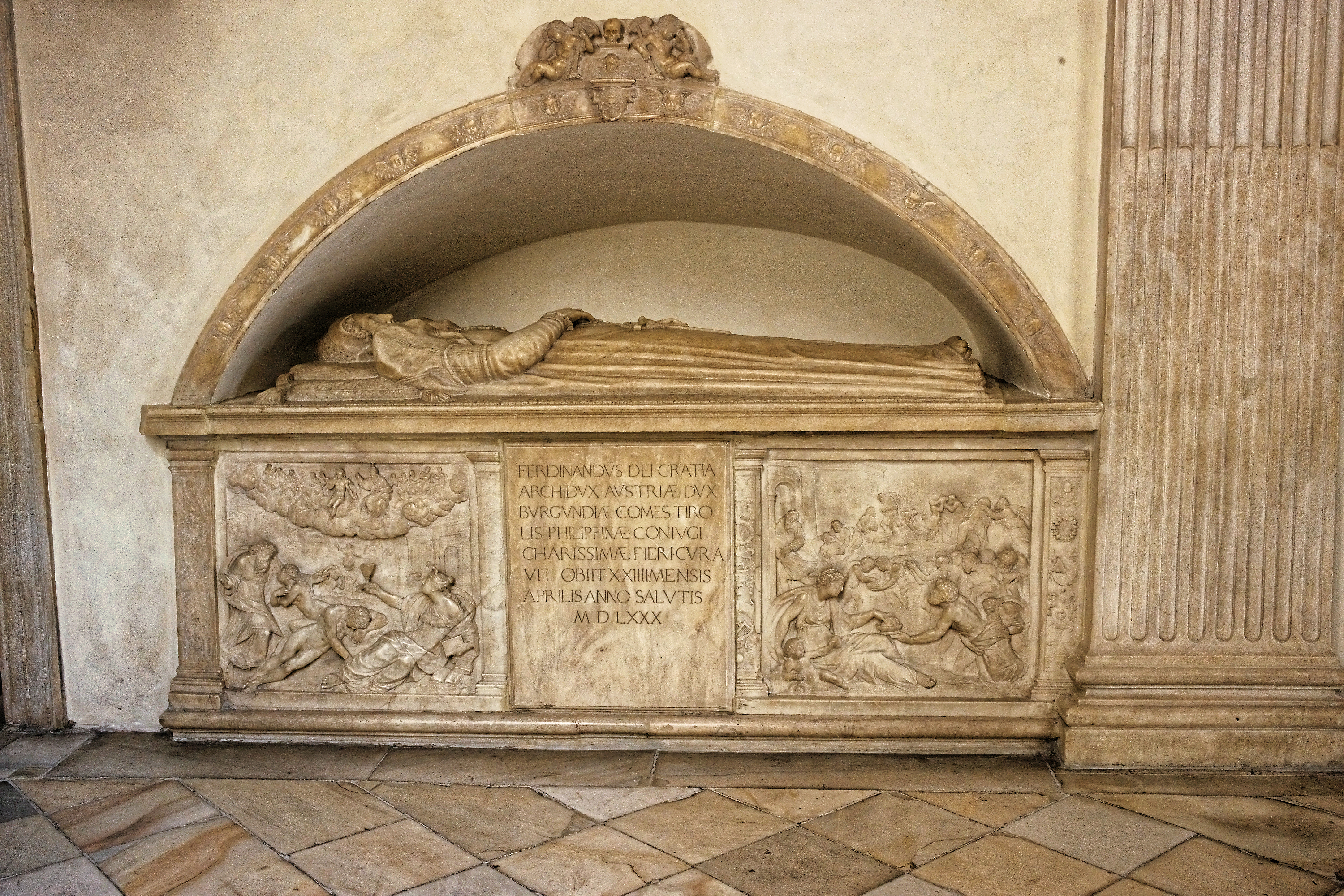
Grabmal von Phillipine Welser in der Silbernen Kapelle der Innsbrucker Hofkirche, geschaffen von Alexander Colin

Persönliches Wappen

Ferdinand von Österreich (als Mitglied der Habsburger trug er den Titel eines Erzherzogs ab Geburt)  war der zweite Sohn Kaiser Ferdinands I. und Bruder des römisch-deutschen Kaisers Maximilian II. Ferdinand war ein gebildeter und kunstsinniger Mensch, der mehrere Fremdsprachen fließend beherrschte. Sein Jugendbildnis von Guillem Scrotes zeigt eine ausgeprägte Habsburger Unterlippe. 1547 wurde er von seinem Vater an die Spitze der Verwaltung des Königreichs Böhmen gestellt und wirkte 20 Jahre als Statthalter in Prag. Er leitete 1556 einen Feldzug gegen die Türken in Ungarn. Als ständiger Stellvertreter des Königs sorgte er für die Einschränkung der Rechte der böhmischen Stände und für höhere Steuereinnahmen, um die Schulden der Habsburger bei den Fuggern aus dem Schmalkaldischen Krieg abzuzahlen.
Seit 1557 war er heimlich mit Philippine Welser (1527–1580) verheiratet. Sie war die Tochter eines Patriziers aus Augsburg und gebar ihm mehrere Kinder. Die Ehe wurde von Kaiser Ferdinand I. 1561 unter der Bedingung genehmigt, dass niemand davon erfahren durfte. 1576 wurde sie von Papst Gregor XIII. im Zusammenhang mit der Ernennung von Philippines und Ferdinands Sohn Andreas zum Kardinal bestätigt und er entband die Eheleute vom Gelübde der Geheimhaltung. Die Kinder erhielten den Familiennamen „von Österreich“, sollten aber nur für den Fall, dass die männliche Linie der regierenden Habsburger aussterben würde, sukzessionsfähig sein (siehe Morganatische Ehe). Nach dem Tod seines Vaters Kaiser Ferdinand I. im Jahr 1564 wurde Ferdinand II. gemäß dem väterlichen Testament Herrscher über Tirol und über die Vorlande (Vorarlberg, Breisgau, Burgau etc.). Er blieb auf Wunsch Kaiser Maximilians II. aber noch bis 1567 als böhmischer Statthalter in Prag.
Noch zu Lebzeiten seiner krank gewordenen Gemahlin Philippine hatte er 1573 um die Hand seiner siebenjährigen Nichte Anna Caterina von Gonzaga, einer Tochter Herzog Wilhelms von Mantua und Erzherzogin Eleonores von Österreich, anhalten lassen. Die Dokumente zu diesem dynastisch bedingten Vorhaben befinden sich in einem Archiv in Mantua. Nach dem Tode seiner Frau Philippine 1580 heiratete er nach angemessener Trauerzeit am 1. Mai 1582 in Mantua seine Nichte Anna Caterina Gonzaga. Zu diesem Zeitpunkt war sie allerdings nicht mehr seine erste Wahl, zuvor hatte er sein Glück vergeblich bei der schwedischen Prinzessin Cäcilia, Witwe des badischen Markgrafen Christoph, versucht. Wenig später wollte er Maximiliana, Tochter seiner Schwester Anna, heiraten. Seine Schwester verweigerte sie ihm aber mit der Begründung, dass seine sittlichen Ausschweifungen weit über die Grenzen Tirols bekannt seien.
Schließlich wurde er erneut bei der Herzogsfamilie von Mantua vorstellig. Im Zuge dieser Werbung bat der Vater der inzwischen sechzehnjährigen Anna Caterina u. a. die Zuerkennung des Titels Altezza (Hoheit) für die Mitglieder der Familie Gonzaga. Der päpstliche Dispens aufgrund naher Verwandtschaft wurde – wie in etlichen ähnlich gelagerten Fällen davor und danach – gewährt. Erzherzog Ferdinand starb am 24. Jänner 1595. Wegen der ausgehandelten Erbfolge waren seine Söhne erster Ehe sowie seine Töchter aus zweiter Ehe nicht erbberechtigt, und so fiel Tirol nach seinem Tod an die beiden anderen habsburgischen Linien.

## Bedeutung
Gesetzgeberisch trat Erzherzog Ferdinand 1573 mit dem Erlass einer neuen Tiroler Landesordnung hervor, die vor allem straf- und prozessrechtliche Materien regelte und 1603 auch im Druck erschien. In den von ihm verwalteten Ländern verhalf Ferdinand der katholischen Gegenreformation zum Durchbruch. Außerdem verordnete er in der neuen Polizeiordnung von 1573 für die Grafschaft Tirol, dass in Bozen wohnhafte Juden und Juden, die auf der Durchreise waren, ein Kennzeichen tragen mussten, was vor allem die Einhebung des vorgeschriebenen Leibzolles erleichtern sollte. Das Judensymbol bestand aus einem kreisförmigen, gelben Stoffstück mit einem Durchmesser von 8,5 cm und musste gut sichtbar aufgenäht werden.
Ferdinand II. gelangte als Freund und Förderer der Kunst zu hohem Ansehen. Als humanistisch gebildeter Mann legte er schon in seiner Zeit als Statthalter von Böhmen die Basis zur berühmten Ambraser Sammlung. Die bedeutende Harnischsammlung, die Exponate der Kunst- und Wunderkammer, die Gemälde der Porträtgalerie und die Bibliothek sind von hohem Wert, was eine Ursache für die hohe Verschuldung des Erzherzogs war. Seine Sammlung galt neben der von Kaiser Rudolf II. oder von Kurfürst August von Sachsen als eine der bedeutendsten Sammlungen. Jakob Schrenck von Notzing (1539–1612), ein Verwandter Philippine Welsers, war sein Privatsekretär und historischer Mitarbeiter, der über die Rüstungssammlung auch das Werk Armamentarium Heroicum oder Ambraßische Heldenkammer herausgab. Ferdinands II. Sammlungen sind heute dem Kunsthistorischen Museums eingegliedert und befinden sich auf Schloss Ambras Innsbruck (Rüstkammern, Kunst- und Wunderkammer, Sammlung gotischer Skulpturen, Habsburger Porträtgalerie) sowie in Wien im Haus am Ring (Kunstkammer, Gemäldegalerie, Münzkabinett) und in der Neuen Burg (Hofjagd- und Rüstkammer, Weltmuseum Wien, Sammlung alter Musikinstrumente). Andere Teile gelangten in die Österreichische Nationalbibliothek oder in das MAK – Museum für angewandte Kunst.
Kunsthistorisch kann Ferdinand II. als der Begründer des systematischen Sammlungswesens gelten. Sein eigens für seine Sammlungen errichtetes Museum (Unterschloss von Schloss Ambras) ist das einzige noch erhaltene Museumsgebäude der Renaissance, in dem sich bis heute Sammlungsteile an ihrem ursprünglichen Bestimmungsort erhalten haben und immer noch ausgestellt sind: Schloss Ambras Innsbruck ist in dieser Hinsicht das älteste Museum der Welt. Zudem ist seine Kunst- und Wunderkammer überhaupt die einzige noch am Ort erhaltene Kunstkammer der Renaissance. Besondere kulturhistorische Bedeutung kommt Ferdinand II. auch als Ausrichter großer repräsentativer Turniere und höfischer Feste zu. Nicht zuletzt war er der erste Fürst der Renaissance, der sich den kostspieligen Luxus einer eigenen Hofglashütte leistete. Die Handschriftensammlung seiner Bibliothek wurde 2018 in das UNESCO-Weltkulturerbe aufgenommen.

## Nachkommen
1. ⚭ 1557 Philippine Welser  (* 1527; † 24. April 1580)
  1. Andreas (1558–1600), Kardinal und Statthalter der Niederlande (1598–1600)
  2. Karl, Markgraf von Burgau (1560–1618)[14] ⚭ Sibylle von Jülich-Kleve-Berg (1557–1627) aus dem Haus der Grafen von der Mark, Tochter von Herzog Wilhelm dem Reichen (1516–1592)
  3. Philipp (1562–1563) und Maria (1562–1563)
2. ⚭ 14. Mai 1582 Anna Caterina Gonzaga[4] (* 17. Januar 1566; † 3. August 1621 als Nonne)
  1. Anna Eleonore (1583–1584)
  2. Maria[15] (1584–1649), Nonne
  3. Anna (1585–1618) ⚭ Cousin Kaiser Matthias

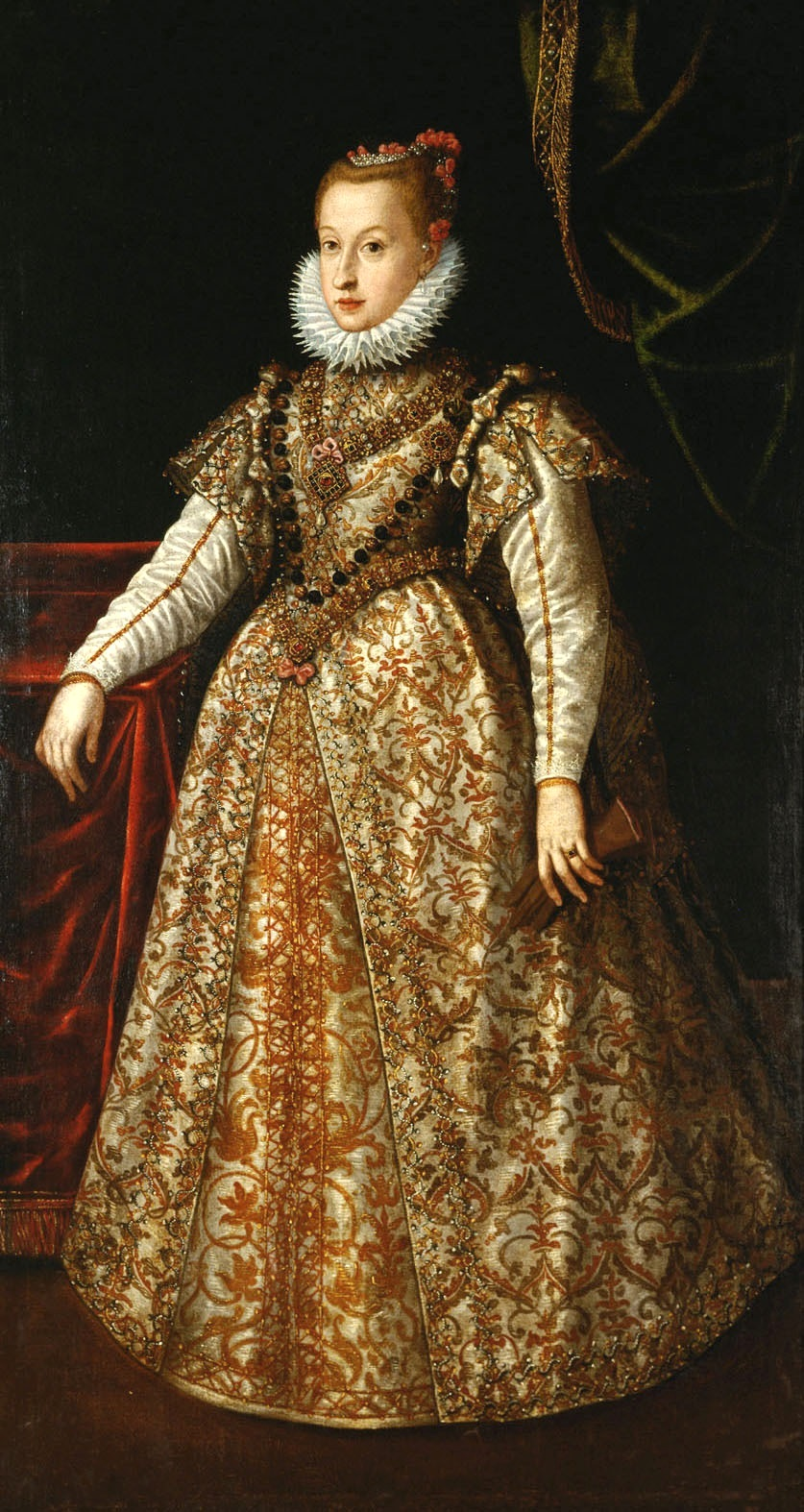
Anna Katharina Gonzaga, Prinzessin von Mantua
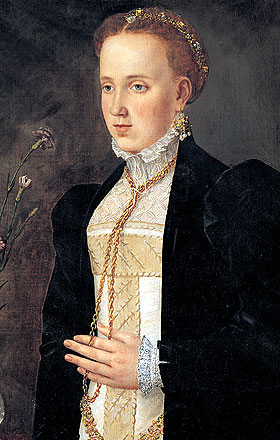
Philippine Welser

## Ahnentafel
| Ahnentafel Erzherzog Ferdinand II. von Tirol  | Ahnentafel Erzherzog Ferdinand II. von Tirol                                            | Ahnentafel Erzherzog Ferdinand II. von Tirol                                            | Ahnentafel Erzherzog Ferdinand II. von Tirol                                                | Ahnentafel Erzherzog Ferdinand II. von Tirol                                                | Ahnentafel Erzherzog Ferdinand II. von Tirol                                                | Ahnentafel Erzherzog Ferdinand II. von Tirol                                                | Ahnentafel Erzherzog Ferdinand II. von Tirol                                                | Ahnentafel Erzherzog Ferdinand II. von Tirol                                                |
| --------------------------------------------- | --------------------------------------------------------------------------------------- | --------------------------------------------------------------------------------------- | ------------------------------------------------------------------------------------------- | ------------------------------------------------------------------------------------------- | ------------------------------------------------------------------------------------------- | ------------------------------------------------------------------------------------------- | ------------------------------------------------------------------------------------------- | ------------------------------------------------------------------------------------------- |
| Ururgroßeltern                                | Kaiser Friedrich III. (1415–1493) ⚭ 1452 Eleonore Helena von Portugal (1436–1467)       | Herzog Karl (Burgund) (1433–1477) ⚭ 1454 Isabelle de Bourbon (1437–1465)                | König Johann II. (Aragón) (1397–1479) ⚭ 1444 Juana Enríquez (1425–1468)                     | König Johann II. (Kastilien) (1405–1454) ⚭ 1447 Isabella von Portugal (1428–1496)           | Władysław II. Jagiełło (1362–1434), König von Polen ⚭ 1422 Sophie Holszańska (1405–1461)    | König Albrecht II. (1397–1439) ⚭ 1421 Elisabeth von Luxemburg (1409–1442)                   | Jean IV. de Foix-Grailly (1410–1485) ⚭ Margarethe de la Pole                                | Graf Gaston IV. (Foix) (1423–1472) ⚭ 1436 Königin Eleonore (Navarra) (1425–1479)            |
| Urgroßeltern                                  | Kaiser Maximilian I. (1459–1519) ⚭ 1477 Maria von Burgund (1457–1482)                   | Kaiser Maximilian I. (1459–1519) ⚭ 1477 Maria von Burgund (1457–1482)                   | König Ferdinand II. (Aragón) (1452–1516) ⚭ 1469 Königin Isabella I. (Kastilien) (1451–1504) | König Ferdinand II. (Aragón) (1452–1516) ⚭ 1469 Königin Isabella I. (Kastilien) (1451–1504) | Kasimir IV. Jagiełło (1427–1492), König von Polen ⚭ 1454 Elisabeth von Habsburg (1437–1505) | Kasimir IV. Jagiełło (1427–1492), König von Polen ⚭ 1454 Elisabeth von Habsburg (1437–1505) | Graf Gaston II. de Foix-Candale († 1500) ⚭ 1469 Catharine von Foix                          | Graf Gaston II. de Foix-Candale († 1500) ⚭ 1469 Catharine von Foix                          |
| Großeltern                                    | König Philipp I. (Kastilien) (1478–1506) ⚭ 1496 Königin Johanna (Kastilien) (1479–1555) | König Philipp I. (Kastilien) (1478–1506) ⚭ 1496 Königin Johanna (Kastilien) (1479–1555) | König Philipp I. (Kastilien) (1478–1506) ⚭ 1496 Königin Johanna (Kastilien) (1479–1555)     | König Philipp I. (Kastilien) (1478–1506) ⚭ 1496 Königin Johanna (Kastilien) (1479–1555)     | König Vladislav II. (Böhmen und Ungarn) (1456–1516) ⚭ 1502 Anne de Foix-Candale (1484–1506) | König Vladislav II. (Böhmen und Ungarn) (1456–1516) ⚭ 1502 Anne de Foix-Candale (1484–1506) | König Vladislav II. (Böhmen und Ungarn) (1456–1516) ⚭ 1502 Anne de Foix-Candale (1484–1506) | König Vladislav II. (Böhmen und Ungarn) (1456–1516) ⚭ 1502 Anne de Foix-Candale (1484–1506) |
| Eltern                                        | Kaiser Ferdinand I. (1503–1564) ⚭ 1521 Anna von Böhmen und Ungarn (1503–1547)           | Kaiser Ferdinand I. (1503–1564) ⚭ 1521 Anna von Böhmen und Ungarn (1503–1547)           | Kaiser Ferdinand I. (1503–1564) ⚭ 1521 Anna von Böhmen und Ungarn (1503–1547)               | Kaiser Ferdinand I. (1503–1564) ⚭ 1521 Anna von Böhmen und Ungarn (1503–1547)               | Kaiser Ferdinand I. (1503–1564) ⚭ 1521 Anna von Böhmen und Ungarn (1503–1547)               | Kaiser Ferdinand I. (1503–1564) ⚭ 1521 Anna von Böhmen und Ungarn (1503–1547)               | Kaiser Ferdinand I. (1503–1564) ⚭ 1521 Anna von Böhmen und Ungarn (1503–1547)               | Kaiser Ferdinand I. (1503–1564) ⚭ 1521 Anna von Böhmen und Ungarn (1503–1547)               |
| Erzherzog Ferdinand II. von Tirol (1529–1595) |                                                                                         |                                                                                         |                                                                                             |                                                                                             |                                                                                             |                                                                                             |                                                                                             |                                                                                             |